# Schloss Rathsmannsdorf

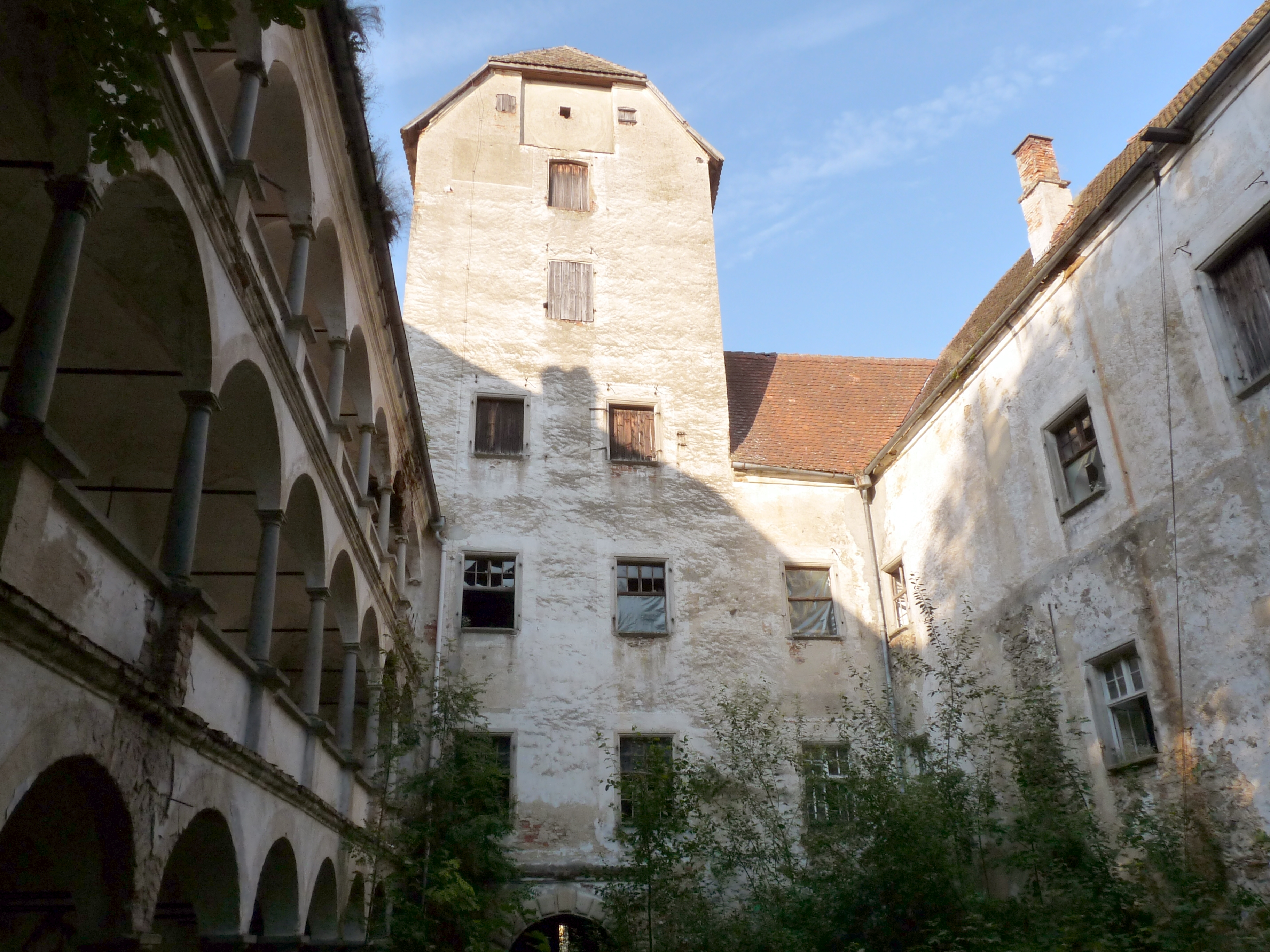
Schloss Rathsmannsdorf

Das Schloss Rathsmannsdorf ist ein ehemals fürstbischöfliches Schloss in Rathsmannsdorf, einem Ortsteil des Marktes Windorf im niederbayerischen Landkreis Passau. Das Schloss liegt etwa 300 m südwestlich der Pfarrkirche St. Ulrich.

## Geschichte
Der Bestand einer Burg des Hochstifts Passau an der Grenze zum Herzogtum Bayern wird um 1400 erstmals sicher bezeugt. Um 1420 brachte Georg von Fraunberg aus der Familie derer von Fraunberg die Burg und Hofmark in seinen Besitz. Sein gleichnamiger Sohn verkaufte 1449 den Besitz jedoch wieder an Fürstbischof Leonhard von Laiming. Damit gelangte Rathsmannsdorf wieder unter die direkte Verwaltung des Hochstifts Passau und wurde zu einer hochstiftischen Präfektur. Unter dem Bistumsadministrator Herzog Ernst von Bayern diente es sogar für einige Zeit als Sitz eines hochstiftischen Landgerichts. Unter Fürstbischof Urban von Trennbach wurde das Schloss 1578/79 als Vierflügelanlage erneuert. Das Landgericht wurde 1592 mit dem Landgericht Oberhaus vereinigt. Mit den Ämtern Hacklberg, Rathsmannsdorf und Tiefenbach-Hörmannsberg war es im Norden und Westen vom bayerischen Landgericht Vilshofen umschlossen. Nach der Aufhebung des Hochstifts Passau mit der Säkularisation in Bayern wurde das Schloss 1803 vom bayerischen Staat verkauft und danach von den Besitzern mehrfach umgestaltet. Es zog eine Brauerei ein, der Südflügel ist später eingestürzt. Für das baufällige Gebäude wurde sogar vom Voreigentümer ein Abrissantrag gestellt. 2014 wurde die Anlage jedoch durch einen Unternehmer übernommen, der eine Notsicherung vorgenommen hat. In den ehemaligen Stallungen werden in einer Veranstaltungshalle mit rund 400 Quadratmetern Events abgehalten.

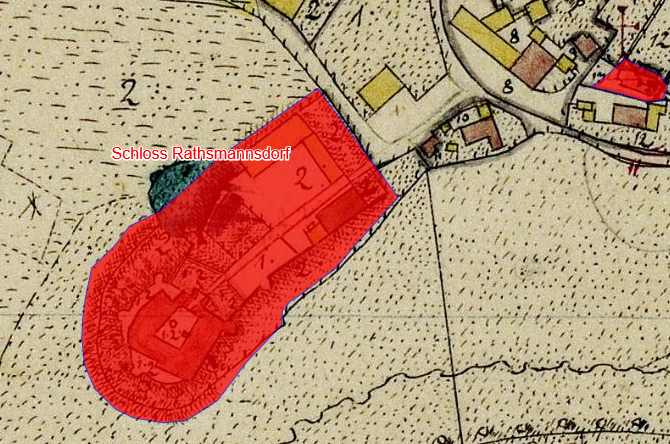
Schloss Rathsmannsdorf auf dem Urkataster von Bayern

## Baubeschreibung
Das Schloss steht unter Denkmalschutz (Akten-Nummer D-2-75-159-52). Die Beschreibung des Bayerischen Landesamts für Denkmalpflege lautet:

„1449 Erwerb der mittelalterlichen Anlage durch Fürstbischof Leonhard von Laiming, unter Fürstbischof Urban von Trennbach 1578/79 als Vierflügelanlage erneuert
Dreigeschossige Halbwalmdachbauten, Nordflügel mit sechsgeschossigem Torturm und rustiziertem Portal, Ostflügel mit rundem Eckturm und ehemaliger Schlosskapelle, Westflügel mit dreigeschossiger Hofarkade, Südflügel bis auf wenige Reste abgetragen; Reste der Befestigungsmauern mit Schalentürmen, wohl 16. Jahrhundert
Schlossgut: Sogenanntes Herrenhaus, dreigeschossiger Halbwalmdachbau mit Gesimsteilung, Ende 16. Jahrhundert, 1910 aufgestockt
Stallstadel, zweigeschossiger Satteldachbau mit Heuboden und korbbogigen Ladeluken, wohl 18. Jahrhundert“

Die Anlage wird daneben als Bodendenkmal unter der Aktennummer D-2-7345-0106 als „untertägige mittelalterliche und frühneuzeitliche Befunde und Funde im Bereich der Burg und des späteren Schlosses Rathsmannsdorf mit Vorburg bzw. vorgelagertem Wirtschaftshof („Schlossgut“)“ geführt.